# ناوشکن کلاس تاترا
دیسترویر کلاس تاترا (به انگلیسی: Tátra-class destroyer) یک کلاس از کشتی است که طول آن ۸۵٫۲۵ متر (۲۷۹ فوت ۸ اینچ) می‌باشد.